# Leptospira
 (mars 2012).
Si vous disposez d'ouvrages ou d'articles de référence ou si vous connaissez des sites web de qualité traitant du thème abordé ici, merci de compléter l'article en donnant les références utiles à sa vérifiabilité et en les liant à la section « Notes et références ».
Genre
Leptospira (en français les Leptospires) est un genre de bactéries hélicoïdales à Gram négatif de la famille des Leptospiraceae dont il est le genre type. Certaines espèces sont la cause de zoonoses jugées d'enjeu mondial, les leptospiroses.

## Espèces
Selon une première classification taxinomique (valable jusque octobre 1987), fondée sur la pathogénicité des espèces et sur la  reconnaissance antigénique testée sur le lapin, le genre Leptospira comprend 3 espèces : 
- L. interrogans :  Cette espèce inclut toutes les souches pathogènes connues pour l’homme et/ou l’animal. 
Un caractère spécifique à cette espèce est qu'elle ne se développe pas à 13 °C (contrairement aux deux autres). En outre, cette bactérie est tuée par 250 mcg/ml de 8-azaguanine[2],[3], à la différence de L. biflexa  qui y résiste. 
On a identifié (2004) 25 sérogroupes différents au sein de cette espèce, dont 6 seraient épidémiologiquement importants en France (Icterohaemorrhagiae, Canicola, Autumnalis, Australis, Grippotyphosa et Pyogenes) (ANDRE-FONTAINE G et al., 1994).
- L. biflexa, qui se développe optimalement à 13 °C, ce qui n'est pas le cas de L. interrogans . Cette espèce regroupe diverses souches, toutes saprophytes, non pathogènes et isolées dans l'eau, les sédiments ou la boue, voire dans l'homme ou certains animaux ; Cette espèce est résistante à la 8-azaguanine (ce qui la différencie de L. interrogans et L. parva qui ne le sont pas)
- « L. parva », qui se développe également optimalement à 13 °C, réputée non-pathogène et trouvée dans l'eau (ANDRE-FONTAINE G et GANIERE JP, 1992). Cette bactérie est tuée par 250 mcg/ml de 8-azaguanine, à la différence de L. biflexa  qui y résiste [3],[2]. 
Attention ; en raison de caractères phénotypiques spécifiques et à la suite des études d’hybridation ADN-ADN, cette espèce L. parva a été classée dans un nouveau genre : « Turneria » ; L'espèce ne fait donc plus partie du genre Leptospira (depuis octobre 1987).

Après octobre 1987, la taxonomie des leptospires évolue (sur la base d'études d’hybridation ADN-ADN) et démontre l’existence de :
- cinq nouvelles génomospecies au sein de l'espèce Leptospira interrogans  (Leptospira weilii, Leptospira santarosai, Leptospira noguchii, Leptospira borgpetersenii, Leptospira kirshneri[4])
- 2 nouvelles génomospecies au sein de l’espèce Leptospira biflexa (Leptospira meyeri, Leptospira inadai)
- En 1998, Perolat P et al. ont proposé l’espèce Leptospira fainei.
- En 1999, Brenner DJ et al. ont validé l’espèce Leptospira alexanderi.
- En 2004, on compte 12 espèces dans ce genre, et 4 génomospecies étaient en attente d'être nommées.

En 2019, la méthode du cgMLST a permis de faire état de 42 espèces de leptospires au total.

## Liste d'espèces
Selon la LPSN (9 avril 2025) :
- Leptospira abararensis Korba et al. 2021
- Leptospira adleri Thibeaux et al. 2020
- Leptospira ainazelensis Korba et al. 2021
- Leptospira ainlahdjerensis Korba et al. 2021
- Leptospira alexanderi Brenner et al. 1999
- Leptospira alstonii Smythe et al. 2013
- Leptospira andrefontaineae Vincent et al. 2020
- Leptospira bandrabouensis Vincent et al. 2020
- Leptospira barantonii Thibeaux et al. 2020
- Leptospira biflexa (Wolbach & Binger 1914) Noguchi 1918
- Leptospira borgpetersenii Yasuda et al. 1987
- Leptospira bourretii Vincent et al. 2020
- Leptospira bouyouniensis Vincent et al. 2020
- Leptospira brenneri Thibeaux et al. 2020
- Leptospira broomii Levett et al. 2006
- Leptospira chreensis Korba et al. 2021
- Leptospira cinconiae Hamond et al. 2025
- Leptospira congkakensis Vincent et al. 2020
- Leptospira dzoumogneensis Vincent et al. 2020
- Leptospira ellinghausenii Masuzawa et al. 2019
- Leptospira ellisii Thibeaux et al. 2020
- Leptospira fainei Perolat et al. 1998
- Leptospira fletcheri Vincent et al. 2020
- Leptospira gomenensis Vincent et al. 2020
- Leptospira gorisiae Hamond et al. 2025
- Leptospira haakeii Thibeaux et al. 2020
- Leptospira harrisiae Thibeaux et al. 2020
- Leptospira hartskeerlii Thibeaux et al. 2020
- Leptospira idonii Saito et al. 2013
- Leptospira ilyithenensis Vincent et al. 2020
- Leptospira inadai Yasuda et al. 1987
- Leptospira interrogans (Stimson 1907) Wenyon 1926 – espèce type
- Leptospira iowaensis Hamond et al. 2025
- Leptospira jelokensis Vincent et al. 2020
- Leptospira johnsonii Masuzawa et al. 2019
- Leptospira kanakyensis Vincent et al. 2020
- Leptospira kemamanensis Vincent et al. 2020
- Leptospira kirschneri Ramadass et al. 1992
- Leptospira kmetyi Slack et al. 2009
- Leptospira kobayashii Vincent et al. 2020
- Leptospira koniambonensis corrig. Vincent et al. 2020
- Leptospira langatensis Vincent et al. 2020
- Leptospira levettii Thibeaux et al. 2020
- Leptospira licerasiae Matthias et al. 2009
- Leptospira mayottensis Bourhy et al. 2014
- Leptospira meyeri Yasuda et al. 1987
- Leptospira mgodei Hamond et al. 2025
- Leptospira milleri Hamond et al. 2025
- Leptospira montravelensis Vincent et al. 2020
- Leptospira mtsangambouensis Vincent et al. 2020
- Leptospira neocaledonica Thibeaux et al. 2020
- Leptospira noguchii Yasuda et al. 1987
- Leptospira noumeaensis Vincent et al. 2020
- Leptospira ognonensis Vincent et al. 2020
- Leptospira perdikensis Vincent et al. 2020
- Leptospira perolatii Thibeaux et al. 2020
- Leptospira ryugenii Masuzawa et al. 2019
- Leptospira saintgironsiae Thibeaux et al. 2020
- Leptospira sanjuanensis Fernandes et al. 2022
- Leptospira santarosai Yasuda et al. 1987
- Leptospira sarikeiensis Vincent et al. 2020
- Leptospira selangorensis Vincent et al. 2020
- Leptospira semungkisensis Vincent et al. 2020
- Leptospira stimsonii Casanovas-Massana et al. 2020
- Leptospira terpstrae Smythe et al. 2013
- Leptospira tipperaryensis Vincent et al. 2020
- Leptospira vanthielii Smythe et al. 2013
- Leptospira venezuelensis Puche et al. 2018
- Leptospira weilii Yasuda et al. 1987
- Leptospira wolbachii Yasuda et al. 1987
- Leptospira wolffii Slack et al. 2008
- Leptospira yanagawae Smythe et al. 2013
- Leptospira yasudae Casanovas-Massana et al. 2020